# Zwartkopbijeneter
De Zwartkopbijeneter (Merops breweri) is een vogel uit de familie Meropidae (Bijeneters). Deze vogel is genoemd naar de Amerikaanse ornitholoog Thomas Mayo Brewer (1814-1880).

## Verspreiding en leefgebied
Deze Afrikaanse bijeneter komt voor in Ivoorkust, Ghana, zuidelijk  Nigeria, het noorden van de Centraal-Afrikaanse Republiek en van Gabon oostwaarts tot Zuid-Soedan en zuidwaarts tot noordwestelijk Angola.

## Status
De grootte van de populatie is niet gekwantificeerd maar de soort wordt omschreven als zeldzaam op de meeste plaatsen. Toch heeft op de Rode lijst van de IUCN deze soort de status niet bedreigd.